# بيل شرودر
بيل شرودر (بالإنجليزية: Bill Schroeder)‏ هو لاعب كرة قدم أمريكية أمريكي، ولد في 11 أبريل 1923 في شيبويغن في الولايات المتحدة، وتوفي في 9 ديسمبر 2003.